# Telemedicina

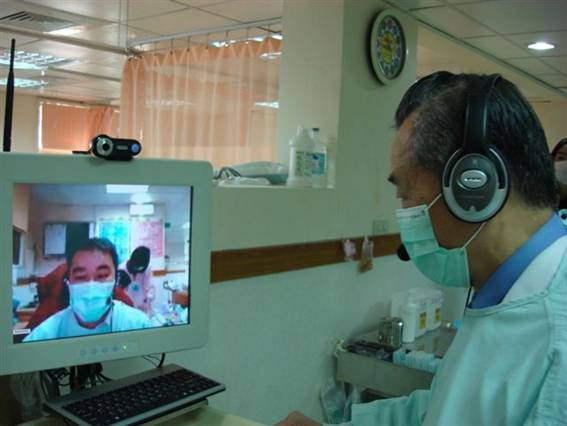
Telemedicina en un hospital.

Es defineix com  telemedicina  la prestació de serveis mèdics a distància. Per a la seva implementació s'utilitzen usualment tecnologies de la informació i les comunicacions. La paraula procedeix del Grec τελε  (tele) que significa 'distància' i medicina . La telemedicina pot ser tan simple com dos professionals de la salut discutint un cas per telèfon fins a la utilització d'avançada tecnologia en comunicacions i informàtica per fer consultes, diagnòstics i fins i tot cirurgia a distància i en temps real.